# ШКАС
ШКАС (рос. Шпитального-Комарицкого Авиационный Скорострельный) — перший радянський скорострільний синхронний авіаційний кулемет.

## Історія створення
У 1920 році, працюючи механіком на одному з заводів, Шпитальний поставив собі за мету виготовити скорострільний кулемет. Але на той час він не мав необхідного досвіду, не вистачало знань. Після закінчення Московського механічного інституту молодий інженер розпочав здійснення свого задуму, і невдовзі представив проект такого кулемета, який звернув на себе увагу винятковою сміливістю рішень низки складних питань конструювання автоматичної зброї.
Коли проект був готовий, для надання допомоги Шпитальному у доопрацюванні зразка та якнайшвидшому його виготовленні до нього був прикомандирований досвідчений збройовий конструктор І. А. Комарицький.
У 1930 році був виготовлений перший зразок скорострільного авіаційного кулемета, створений Шпитальним за участю Комарицького. Це була перша в світі авіаційна вогнепальна система, яка відразу висунула СРСР на чільне місце в цій галузі озброєння.
- 1932 рік. Завершено остаточне налагодження конструкції.
- 13 лютого 1932 р. Артилерійське управління надає замовлення на виготовлення 7 кулеметів.
- Червень 1932 р. Кулемет був представлений К. Є. Ворошилову.
- 14 липня 1932 р. Кулемет був схвалений урядом, було прийняте рішення форсувати його доопрацювання та надати екземпляр на державні випробування.
- 7 жовтня 1932 р. Реввійськрада схвалила результати полігонних випробувань кулемета.
- 11 жовтня 1932 р. Затверджена постанова про прийняття конструкції на озброєння під назвою «7,62-мм авіаційний скорострільний кулемет системи Шпитального — Комарицького зразка 1932 року».

## Особливості конструкції

mini

У системі застосували принцип побудови автоматики, що заснований на відведенні частини порохових газів. Гази, проходячи камеру закритого типу, чинять тиск на поршень, пов'язаний безпосередньо зі штоком, який і приводить в рух систему. Цей принцип автоматики був використаний надалі при створенні ряду вдалих конструкцій.
Запирання каналу ствола здійснюється перекосом затвора вниз. Ударно-спусковий механізм діє від зворотно-бойової пружини. Спусковий механізм забезпечує ведення тільки безперервного вогню. Він оснащений запобіжником прапорцевого типу, замикаючим шептало. Живлення патронами здійснюється з металевої ланкової рознімної стрічки. Механізм подачі стрічки до приймача барабанного типу, приводиться в дію від затворної рами. Екстракція стріляної гільзи проводиться лапками затвора, а її відбиття — рухомим відбивачем, пов'язаним зі штоком затворної рами. Кулемет забезпечений пружинними буферами затворної рами й затвора.
Високий темп стрільби у кулемета ШКАС отриманий за рахунок короткого ходу рухомих частин автоматики та суміщення ряду операцій з перезаряжання. Щоб уникнути демонтажу патрона його витяг з ланки стрічки здійснюється за десять циклів роботи автоматики, що досягається за рахунок гвинтового паза на кожусі зубчатки. Для пом'якшення ударів рухомих частин на шептало, при початку і після закінчення черги, встановлена буферна пружина.

## Патрони

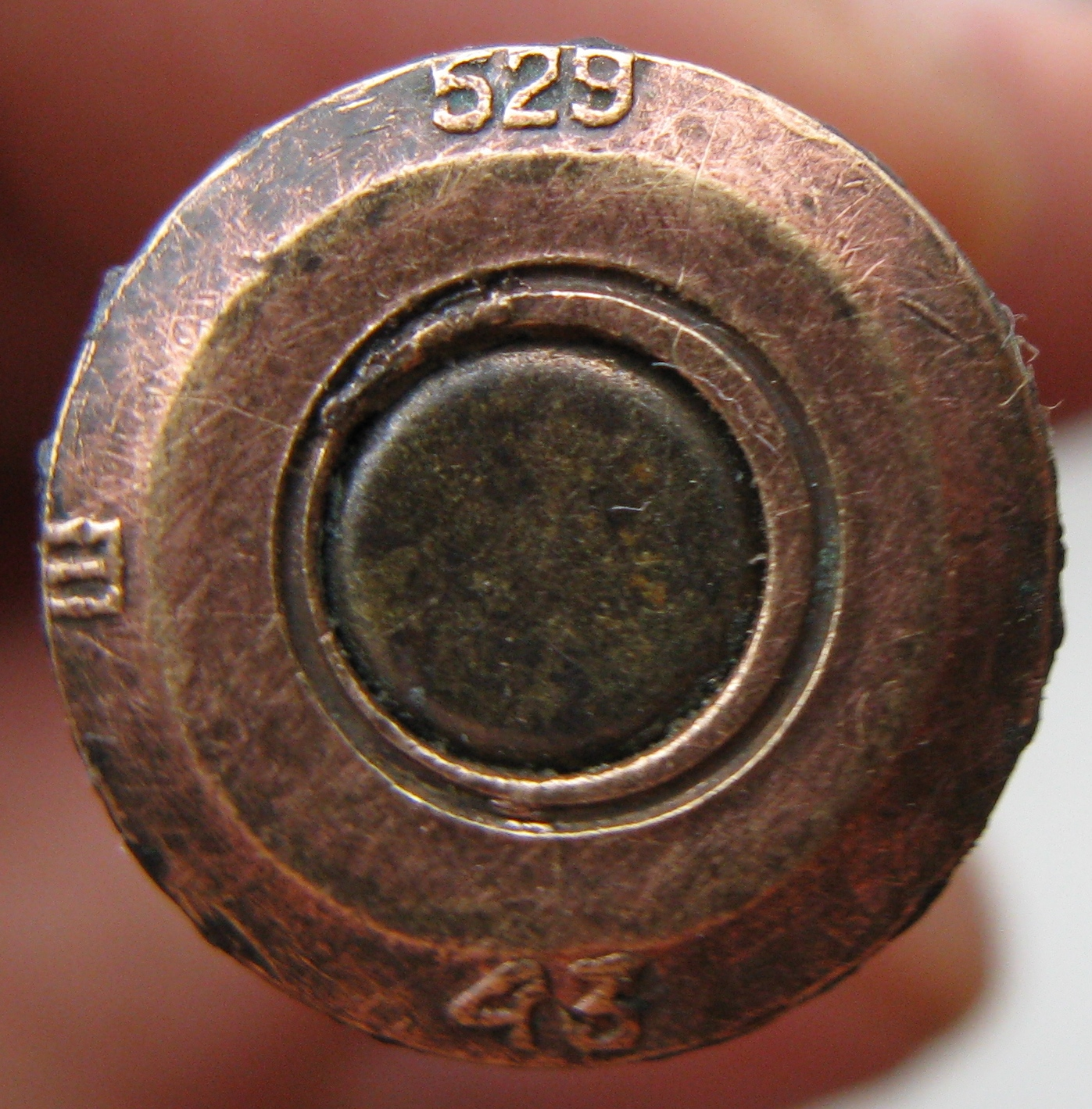
Літера «Ш»

Для кулемета ШКАС під керівництвом М. М. Єлізарова були відпрацьовані патрони, які мали трасуючі, запалювальні та комбінованої дії бронебійно-запалювальні кулі, здатні запалювати бензинові баки, захищені бронею. У цих патронах для запобігання розпатронування (демонтажу) патрона при величезному темпі стрільби в 30-50 пострілів в секунду, потовщені стінки гільзи, підсилене кріплення капсуля в гнізді, введений подвійний кільцевий обтиск кулі в дульці гільзи. На дні гільзи патронів для кулеметів ШКАС, крім стандартних позначень, ставилася літера «Ш». Капсуль пофарбований у червоний колір. В іншому забарвлення стандартне для відповідних типів куль. Патрони, призначені для піхотної зброї, в кулеметах ШКАС застосовуватися не могли. Патрони до кулемета ШКАС стали першими в світі авіаційними патронами.

### Маркування
На ящиках і «цинках», які пакували патрони для кулемета ШКАС наносився напис «ШКАС» та умовне позначення у вигляді зображення пропелера червоного або чорного кольору. Червоний пропелер означав, що патрони допущені для стрільби з синхронізованих кулеметів (через гвинт літака). Для атестації патронів для синхронізованої стрільби проводилися перевірки на час запалення капсуля (що давало головний вплив на час, протягом якого куля покине ствол), герметичність патронів, були більш суворими допуски на балістичні характеристики. Набої, що не пройшли випробування або такі, що не випробовувалися в межах вищевказаних перевірок — не допускалися для стрільби через гвинт літака і на упаковках малювався чорний пропелер.

### Незвичайні осічки
Несподівано при стрільбі виникли осічки. Для з'ясування причин була створена спеціальна комісія. Її очолив головний маршал артилерії М. М. Воронов.
|  | Ми організували дослідні стрільби. Вони показали, що всі сумнівні патрони в звичайних гвинтівках, ручних й станкових кулеметах сухопутних військ працюють безвідмовно, а в авіаційних кулеметах продовжують давати осічку. З'ясувалося і те, що є якісь партії патронів, які не дають осічок при стрільбі зі ШКАС. Але які і чому — цього ніхто не міг точно встановити. На черговому засіданні комісії я звернув увагу на зразки бойових капсулів, що лежали на столі. Став уважно розглядати їх і виявив одну деталь: фольга в місці кріплення з капсулем була покрита чорним або червоним лаком. Червоний лак був імпортним, а чорний — вітчизняним. Провели нові стрільби. Капсули, вкриті імпортним лаком, не давали осічок. Інші ж, навпаки, давали осічки. Всі патрони з капсулями, покритими чорним лаком, були негайно вилучені з ВВС та передані для використання в сухопутні війська. Військово-повітряні сили стали забезпечуватися патронами з капсулями, покритими виключно червоним лаком. Комісія також запропонувала провести ретельне дослідження вітчизняного лаку. Виявилося, що наші хіміки не допрацювали: лак, запропонований ними, шкідливо впливає на фольгу. Було запропоновано терміново усунути цей дефект. Незабаром створили новий лак, цілком відповідає пропонованим до нього вимогам. Осічки припинилися.//Воронов М.М.. На військовій службі |

## Модернізація
При всіх перевагах кулеметів системи ШКАС, їх перші випуски, виготовлені за кресленнями дослідного зразка, мали недостатній ресурс — близько 1500—2000 пострілів.
У березні 1933 р. радянський уряд, даючи замовлення на першу велику партію кулеметів, запропонував конструкторам підвищити їх живучість, довівши її до 5000 пострілів.
У квітні 1933 р. Шпитальний і Комарицький представили зразок, який відрізнявся від свого попередника не тільки кращою живучістю, але і деякими змінами, що позитивно відобразилися на простоті конструкції кулемета. У новій моделі була істотно змінена її основна деталь — коробка, введені п'ять нових деталей замість тринадцяти скасованих. Ці зміни спричинили за собою значну кількість змін розмірів і допусків деталей, що працювали сумісно.
У липні 1933 р. почався випуск кулеметів за новими кресленнями.
24 грудня 1934 р. було закінчене випробування кулемета ШКАС з витою трижильною зворотно-бойовою пружиною. Попередня зворотно-бойова пружина часто виходила з ладу, не витримуючи більш як 2500—2800 пострілів. Пробували різні сорти сталі, міняли діаметр пружин і товщину дроту, але нічого не допомагало, і після певної кількості пострілів, стрільбу доводилося зупиняти для заміни пружини. Оригінальне рішення було знайдено Шпитальним, який запропонував робити пружину багатожильною крученою. Випробування показали, що живучість крученої трижильної зворотно-бойової пружини дорівнює 14 000 пострілів.
У 1935–1936 рр. К. М. Руднєвим, Полюбіним і А. А. Троненковим була розроблена механічна спарка кулеметів ШКАС, в якій сумарний темп стрільби двох кулеметів був доведений до 6000-6400 пострілів в хвилину.
15 травня 1937 р. Шпитальний і Комарицький закінчили виготовлення дослідного зразка кулемета УльтраШКАС. Застосувавши в ньому принцип рухомого ствола при ході вперед, вони досягли скорострільності — 2800-3000 пострілів в хвилину.

## Варіанти установки
Перед конструкторами було поставлено завдання пристосувати кулемет системи ШКАС для застосування в різних точках літака як турельного, так і синхронного та крилового встановлення.

### Турельний і криловий варіанти
Турельний і криловий варіанти були створені на початку 1934 р. Установку для турельного кулемета розробив М. Ф. Токарєв, в березні 1934 р. вона була прийнята на озброєння. Зроблені раніше спроби встановити кулемети ШКАС на старих турелях, призначених для авіаційних кулеметів Дегтярьова,— зброї значно слабшої,— не увінчалися успіхом через сильне розсіювання куль. Криловий кулемет ШКАС був взаємозамінний з турельним. Ручка перезаряджання у ньому замінена тросовим механізмом, а ручка управління — механізмом подавача.

### Синхронний варіант
Синхронізація кулемета була здійснена в 1936 р. конструкторами Саліщевим, Руднєвим і В. П. Котовим. Відмінною особливістю конструкцій синхронного механізму цього кулемета є перенесення всіх основних його деталей, за винятком бойка і важеля взводу, з затвора на ствольну коробку.
До 1936 р. кулемети системи ШКАС зайняли домінуюче становище в системі озброєння радянської авіації.
Це були не найкращі скорострільні радянські кулемети: «…кулемет, сконструйований В. І. Силіним, М. Є. Березіним та П. К. Морозенко, мав ще більш неймовірну скорострільність — 6000 пострілів в хвилину.»

## Застосування
- Високі бойові якості кулемета ШКАС були по достоїнству оцінені льотчиками республіканської Іспанії, де вони знайшли своє перше бойове застосування.
- Під час Радянсько-фінської війни 1939—1940 років кулемети УльтраШКАС (скорострільністю 50 постр./с) встановлювалися на винищувачах.
- Однак, до початку 40-х років підвищення пасивного захисту літаків (бронювання робочих місць екіпажу, протектування паливних баків) різко знизилася, вони могли зруйнувати ворожий літак тільки при дуже великому числі попадань
- ШКАС, в тому числі і турельні для бомбардувальників, встановлювали на І-15, І-16, І-153, Як-1, ЛаГГ-3, МіГ-3, Іл-2, Іл-4, Пе-2, Пе-3, Пе-8, По-2, Як-2, Як-4, Як-6, МБР-2, Ер-2, ДБ-3, ТБ-3, ТБ-4, ТБ-7, СБ-2, Ар-2, Су-2, Су-4, Су-6, Бе-2, Бе-4

## Модифікації
- УльтраШКАС — авіаційний кулемет підвищеної скорострільності (50 пострілів в секунду, тобто 3000 пострілів в хвилину).

## Цікаві факти
Твердження про те, що примірник ШКАСа зберігався в Рейхсканцелярії, отримало поширення з мемуарів самого Б. Р. Шпитального:

Коли наші доблесні війська, які взяли штурмом Берлін, увірвалися в канцелярію Третього Рейху, то серед численних трофеїв, захоплених в канцелярії, опинився на перший погляд незвичайного виду зразок зброї, ретельно накритий скляним ковпаком, і папери з особистим підписом Гітлера. Прибулі для огляду цього зразка фахівці з подивом виявили під склом тульський авіакулемет ШКАС 7,62-мм і особистий наказ Гітлера, що знаходився при ньому і свідчив про те, що тульський кулемет буде перебувати в канцелярії до тих пір, поки німецькі фахівці не створять такий же кулемет для фашистської авіації. Цього, як відомо, гітлерівцям так і не вдалося зробити.
— Новіков «Напередодні та у дні випробувань» - Зброя повітряного бою
У цьому немає нічого дивного, якщо згадати, що у радянського патрона денце було забезпечено виступаючою закраїною-бортиком, а німецького — виточкою-канавкою. Тому екстрактор просто не встигав зачепитися за порівняно неглибоку канавку німецького патрона. Тому навіть копіювання німцями конструкції ШКАС один до одного з доопрацюванням під власний патрон не принесло результату.
Справедливості заради слід зауважити, що кулемет MG-81, створений в 1939 році, не сильно поступався ШКАСу скорострільністю близько 1500 пострілів в хвилину), але до моменту початку виробництва (1940 рік) морально застарів з тих же причин, що і ШКАС.